# 谷野せつ
谷野 せつ（たにの せつ、1903年1月10日 - 1999年1月28日）は、日本の官僚。日本における最初期の女性行政官であり、女性の労働環境を調査した先駆的な取り組みで知られる。

## 生涯

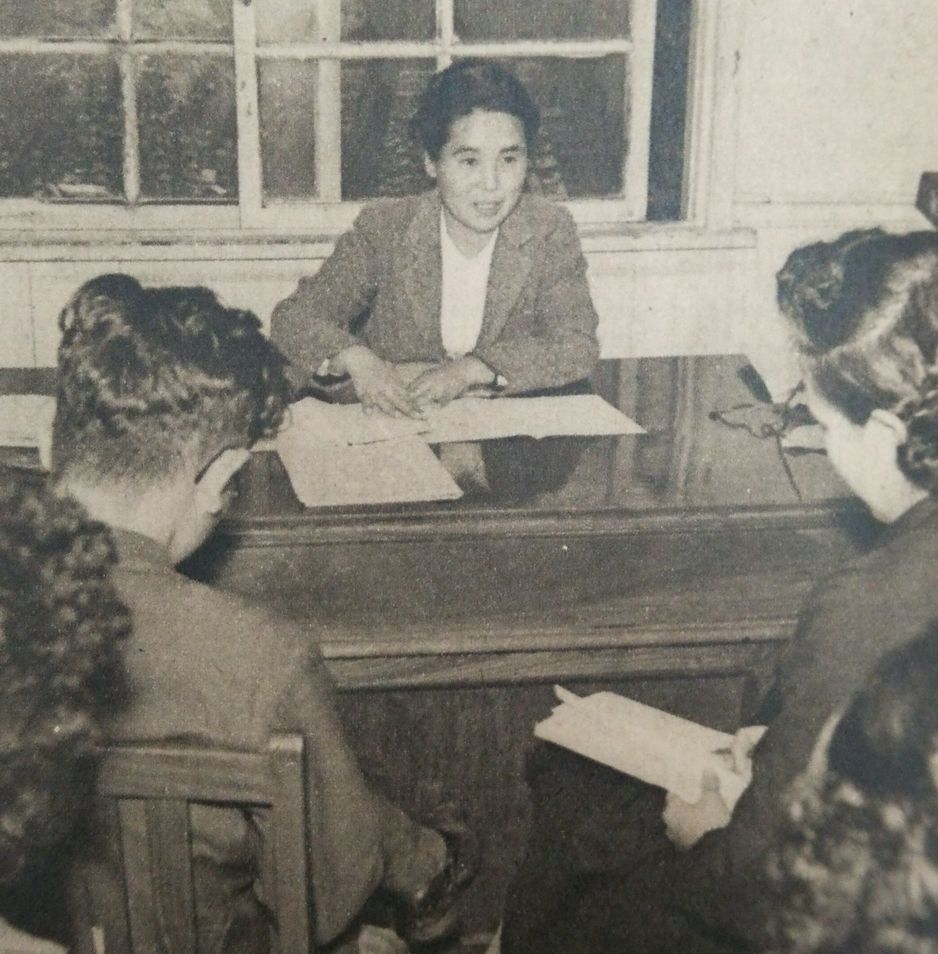
『アサヒグラフ』 1948年12月15日号より

千葉県出身。1926年3月、日本女子大学校社会事業部女工保全科を卒業し、内務省社会局労働部監督課で工場監督官補を務める初の女性となった。1939年に厚生省労働局監督課兼指導課を務める。1941年には大日本産業報国会中央本部に参加した。
戦時中の谷野は、既婚女性や女性労働者の過酷な労働環境を書きつつ、皇国史観にもとづいた精神論を報告している。他方で、女性労働者への技術協力や職業教育を行って養成を充実させ、労働災害の減少を進めた。この施策は女性労働者からの要望にも沿ったものだったが、1943年に「女子勤労動員ノ促進ニ関スル件」が発令されると女子挺身隊を自主的に組織する指示がくだり、女性指導員の要請へと重点がうつされた。
1946年3月16日、宮本百合子、羽仁説子、加藤シヅエ、佐多稲子らが中心となり、「婦人民主クラブ」の創立大会が開かれる。発起人は計23人で、谷野もその中に名を連ねた。
1947年に労働省婦人少年局婦人労働課長に就任。1955年に労働省婦人少年局長に就任。
1956年に日本が国際連合に加盟して国連女性の地位委員会の委員国となった際は、谷野が初の日本代表の委員となった。1965年に退任した。

## 業績
貫戦期の1937年、内務省社会局工場監督官補だった谷野は、退職率が20%から40%と高かった紡績工場の女性について調査を行った。1940年には労働現場のアンケート結果をもとに「女子労働に関する報告」（生活社）を発表した。谷野は調査にあたって、工場の仕事や生活について、思ったままの感想をそのまま書くように対象者に求めた。谷野の問題意識は、労働組合の影響がない小規模な工場の女性労働者に対する保護と、科学的な考察をへて合理的な保護をする点にあった。谷野は戦争中の労働不足による女性労働者の増加や女性への教育を通して、旧来の女性像から踏み出して主体的に活動する女性たちに注目し、その活動を後押しした。

## 略歴
- 1903年1月10日 - 生誕
- 1926年3月 - 日本女子大学校社会事業学部卒業
- 1926年4月 - 内務省社会局雇（庶務課[12]）
- 1928年11月 - 内務省社会局属工場監督官補（事務官としては女性初）
- 1945年秋 - 夫を亡くす[13]
- 1947年9月 - 労働省婦人少年局婦人労働課長
- 1955年8月 - 労働省婦人少年局長
- 1965年9月 - 労働省婦人少年局長にて退官
- 1965年9月 - 労働保険審査会委員（～1968年9月）
- 1972年6月 - 公安審査委員会委員（～1980年10月）
- 1980年12月 - 財団法人婦人少年協会理事長
- 1991年4月 - 財団法人婦人少年協会会長（～1993年3月）
- 1999年1月28日 - 死去

出典

## 主な著作
- 谷野せつ, 北川信『婦人工場監督官の記録―谷野せつ論文集（上下）』ドメス出版、1985年。